# Gschwend
Gschwend ist eine Gemeinde in Baden-Württemberg und gehört zum Ostalbkreis.

## Geographie

### Geographische Lage

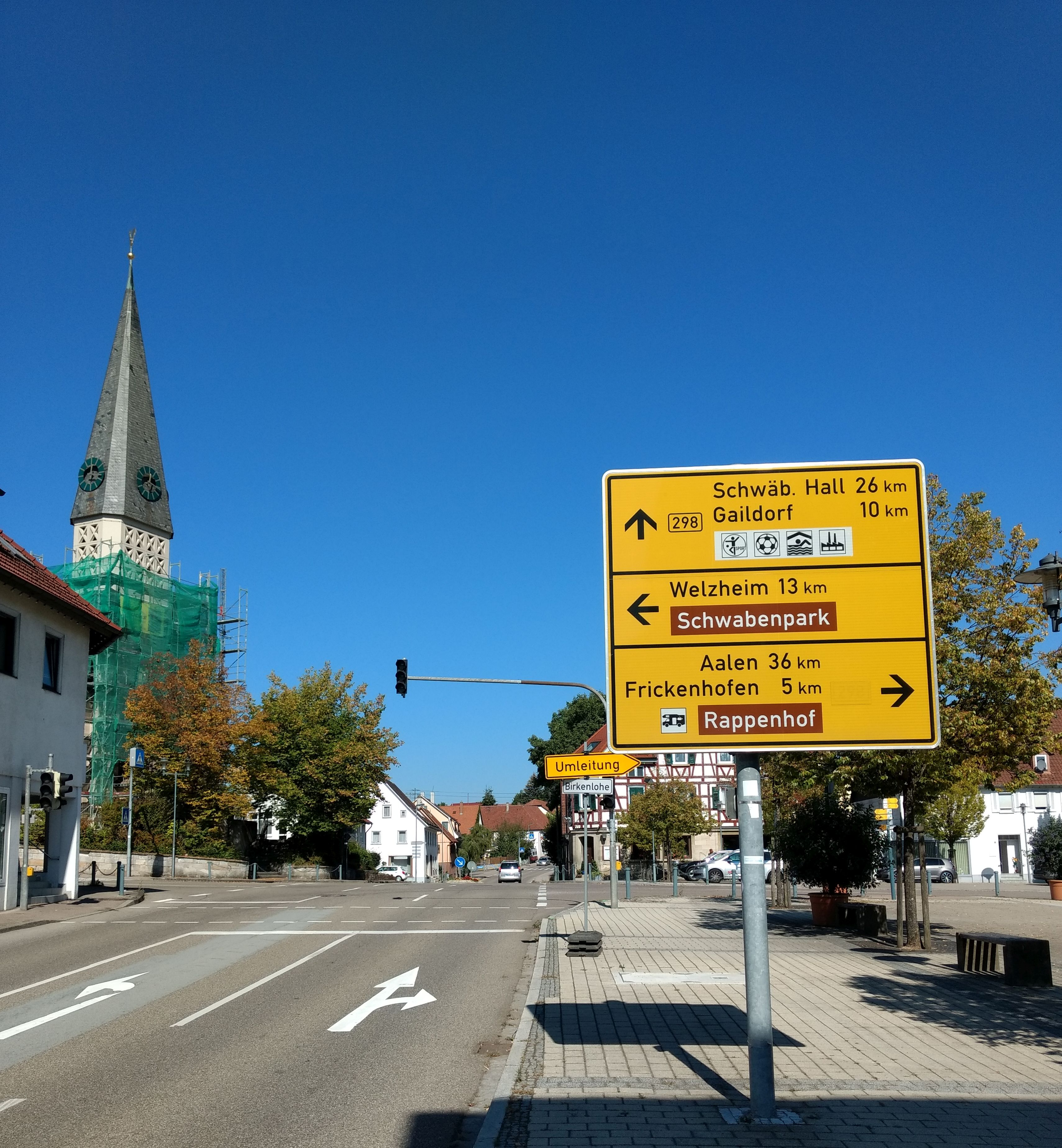
Ortsmitte des Hauptorts Gschwend

Gschwend hat Anteil an den drei Naturräumen Östliches Albvorland, Schurwald und Welzheimer Wald sowie Schwäbisch-Fränkische Waldberge, die sämtlich zum Schwäbischen Keuper-Lias-Land zählen.
Die Gemeinde liegt zwischen Welzheimer Wald und Frickenhofer Höhe im Naturpark Schwäbisch-Fränkischer Wald an der „Gschwender“ Rot, einem linken Nebenfluss der Lein.

### Nachbargemeinden
Die Gemeinde grenzt im Nordwesten an Fichtenberg, im Norden an die Stadt Gaildorf, im Osten an Sulzbach-Laufen, alle drei im Landkreis Schwäbisch Hall; im Südosten an Eschach, im Süden an Ruppertshofen und an Spraitbach, beide Ostalbkreis. Im Südwesten grenzt Gschwend an Alfdorf und im Westen an Kaisersbach und Murrhardt, alle drei im Rems-Murr-Kreis.

### Gemeindegliederung

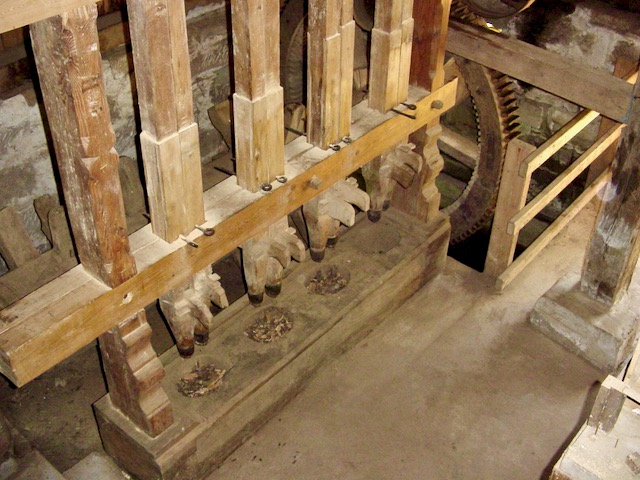
Historisches Stampfwerk der Ölmühle in der Brandhöfer Mühle bei Gschwend

Zur Gemeinde Gschwend mit den ehemals selbstständigen Gemeinden Altersberg und Frickenhofen gehören 85 Dörfer, Weiler, Höfe und Häuser.
- Zur ehemaligen Gemeinde Altersberg gehören
  - das Dorf Horlachen (Sitz der Gemeindeverwaltung der ehemaligen Gemeinde Altersberg);
  - die Weiler Altersberg, Brandhof, Eichenkirnberg, Hagkling, Hundsberg, Lämmershof, Pritschenhof, Sturmhof, Vorderes Breitenfeld und Wasserhof;
  - die Höfe Felgenhof, Gläserhof, Haghöfle, Haghof, Hengstberg, Hinteres Breitenfeld, Hugenbeckenreute, Krämersberg, Neumühle, Pfeiferhof, Schierhof, Seehöfle und Ziegelhütte
  - sowie die abgegangenen Ortschaften Alten-Gleyssern, Gauchs- oder Jauchshausen, Krebenhaus (Krämershof), Talheim und Hundsberger Sägmühle.

- Zur ehemaligen Gemeinde Frickenhofen gehören
  - das Dorf Frickenhofen;
  - die Weiler Dietenhof, Hohenreusch, Joosenhof, Lindenreute (Lindenhöfle), Linsenhof, Metzlenshof, Mittelbronn (1322 erstmals erwähnt), Ottenried, Rotenhar, Spittelhof, Weiler, Wildenhöfle und Wimberg;
  - die Höfe Kellershof, Schöllhof, Steinhöfle, Steinreute und die Häuser Brechtenhalden, Bruckenhaus, Hohenohl, Joosenhofer Sägmühle, Käshöfle, Rappenbühl, Rappenhof und Wolfsmühle
  - sowie die abgegangenen Ortschaften Erkershofen, Kleiner Erkertshof, Gerbertshofen, Engertsweiler (?), Hagenseesägmühle, Joosenhofer Sägmühle, Käshofer Sägmühle und Scherach.

- Zur Gemeinde Gschwend vor der Gemeindereform der 1970er Jahre gehören
  - das Dorf Gschwend;
  - die Weiler Birkhof, Buchhaus, Dinglesmad, Hasenhöfle, Hetzenhof, Hirschbach, Hohenreut, Honkling (am 1. April 1972 von Gaildorf nach Gschwend umgemeindet[3]), Humbach, Humberg, Mühläckerle, Nardenheim, Schlechtbach (1395 urkundlich erwähnt), Schmidbügel, Seelach, Waldhaus und Wildgarten (am 1. April 1972 von Gaildorf nach Gschwend umgemeindet[3]);
  - die Höfe Hetschenhof, Hollenhöfle, Hollenhof, Marzellenhof, Oppenland und Unterer Hugenhof und die Häuser Ernst, Gschwender Mühle, Haldenhäusle, Oberer Hugenhof, Reißenhöfle, Roßsumpf, Schlechtbacher Sägmühle, Steinenforst und Straßenhaus
  - sowie die abgegangenen Ortschaften »Badhaus«, Gestösseln oder Stösseln, Kirchberg, Lettenhäusle, Mühlrain, Rauhengehren, Salinhütte am Badsee, Stein bei Steinenforst, Tauberweiler, Tiergarten und Wegstetten.[4]

### Flächenaufteilung
Nach Daten des Statistischen Landesamtes, Stand 2014.

## Geschichte

### Bis zum 18. Jahrhundert
Frickenhofen, das 1293 erstmals in einer Urkunde erwähnt wurde, ist der älteste nachgewiesene Ort in der Gemeinde. Jedoch wird angenommen, dass es die Siedlung Gschwend schon seit der Mitte des 12. Jahrhunderts gab. Nicht viel später wird auch der Wald um Gschwend gerodet worden sein. Eine besondere Art der Rodung war das Schwenden, das Gschwend seinen Namen gegeben hat. Hierbei wurde die Rinde der Bäume abgeschält, worauf sie verdorrten und dann entweder abstarben oder leicht angesteckt und durch Verbrennen zum Verschwinden gebracht werden konnten. Die Flamme im Gschwender Wappen weist auf dieses Abbrennen hin.
Gschwend war zunächst eine eher unbedeutende Siedlung, entwickelte sich aber durch seine verkehrsgünstige Lage an der Kreuzung der Straßen von Schwäbisch Hall über Gaildorf nach Gmünd (Salzstraße von Hall nach dem Süden, heutige Bundesstraße 298) und von Welzheim nach Aalen (Cannstatter Straße) zu einem Mittelpunkt des ländlichen Handels. Im 16. Jahrhundert wurde das Gericht zu Seelach nach Gschwend verlegt. Es gab große Viehmärkte und seit 1760 wurden Jahrmärkte abgehalten. 1857 kam es in Geschwend zu einem Dorfbrand, der dutzende von Gebäude vernichtete.

### Verwaltungsgeschichte
Seit 1374 war Gschwend dem Amt Gaildorf der Schenken von Limpurg zugeordnet. 1806 fiel Gschwend an das Königreich Württemberg. Bei der Umsetzung der neuen Verwaltungsgliederung wurde das heutige Gemeindegebiet von Gschwend dem Oberamt Gaildorf zugeordnet. Bei der Kreisreform während der NS-Zeit in Württemberg gelangte Gschwend 1938 zum Landkreis Backnang. 1945 wurde das Gemeindegebiet Teil der Amerikanischen Besatzungszone und gehörte somit zum neu gegründeten Land Württemberg-Baden, das 1952 im jetzigen Bundesland Baden-Württemberg aufging.

### Eingemeindungen und Kreisreform 1971 bis 1973
Am 1. August 1971 wurde die bis dahin selbstständige Gemeinde Frickenhofen nach Gschwend eingemeindet, am 1. Januar 1972 folgte die Eingemeindung von Altersberg. Honkling und Wildgarten wurden am 1. April 1972 von Unterrot nach Gschwend umgemeindet. Als der Landkreis Backnang durch die Kreisreform 1973 aufgelöst wurde, kam die Gemeinde Gschwend zum Ostalbkreis, wohingegen das übrige Limpurger Land an den Nachbarkreis Schwäbisch Hall fiel.

## Religionen
Gschwend ist seit der Reformation vorwiegend evangelisch geprägt. Neben vier evangelischen Gemeinden  gibt es aber auch eine römisch-katholische und eine neuapostolische Gemeinde.

## Politik

### Bürgermeister
Bürgermeister der Gemeinde ist seit dem 15. Juli 2024 Jochen Ziehr (parteilos). Er setzte sich bei der Wahl am 14. April 2024 mit 55,2 Prozent der Stimmen gegen Amtsinhaber Christoph Hald (CDU), der 44,6 Prozent der Stimmen erhielt, durch. Hald war von 2016 bis 2024 Bürgermeister. Seine Vorgängerin war von 2000 bis 2016 Rosalinde Kottmann, die bei ihrer Wahl 2000 die erste Frau war, die im Ostalbkreis in ein Bürgermeisteramt gewählt wurde.

### Wappen
Blasonierung: In Gold eine rote Flamme mit drei Zungen, begleitet rechts oben und links unten von je einer grünen Tanne.
Als redendes Wappen verweist das Wappen auf den Ortsnamen. „Gschwendeter“ bedeutet „durch Brand gerodeter Wald“.
Die Gemeindeflagge ist Rot-Gelb.
Um 1820 wurde vom Schultheißenamt ein Siegel verwendet, das in einem hochovalen Schild einen Krebs zeigte. Eine Bedeutung dieses Siegelbildes ist nicht überliefert, das Siegel geriet später in Vergessenheit. 1926 schlug die Archivdirektion Stuttgart einen brennenden Ast als redendes Wappen vor. Das Schultheißenamt nahm daraufhin das heutige Wappen an.
Am 26. Mai 1956 wurden der Gemeinde vom Innenministerium Baden-Württemberg das heute gültige Wappen und die Flagge verliehen.
Wappen der Ortsteile

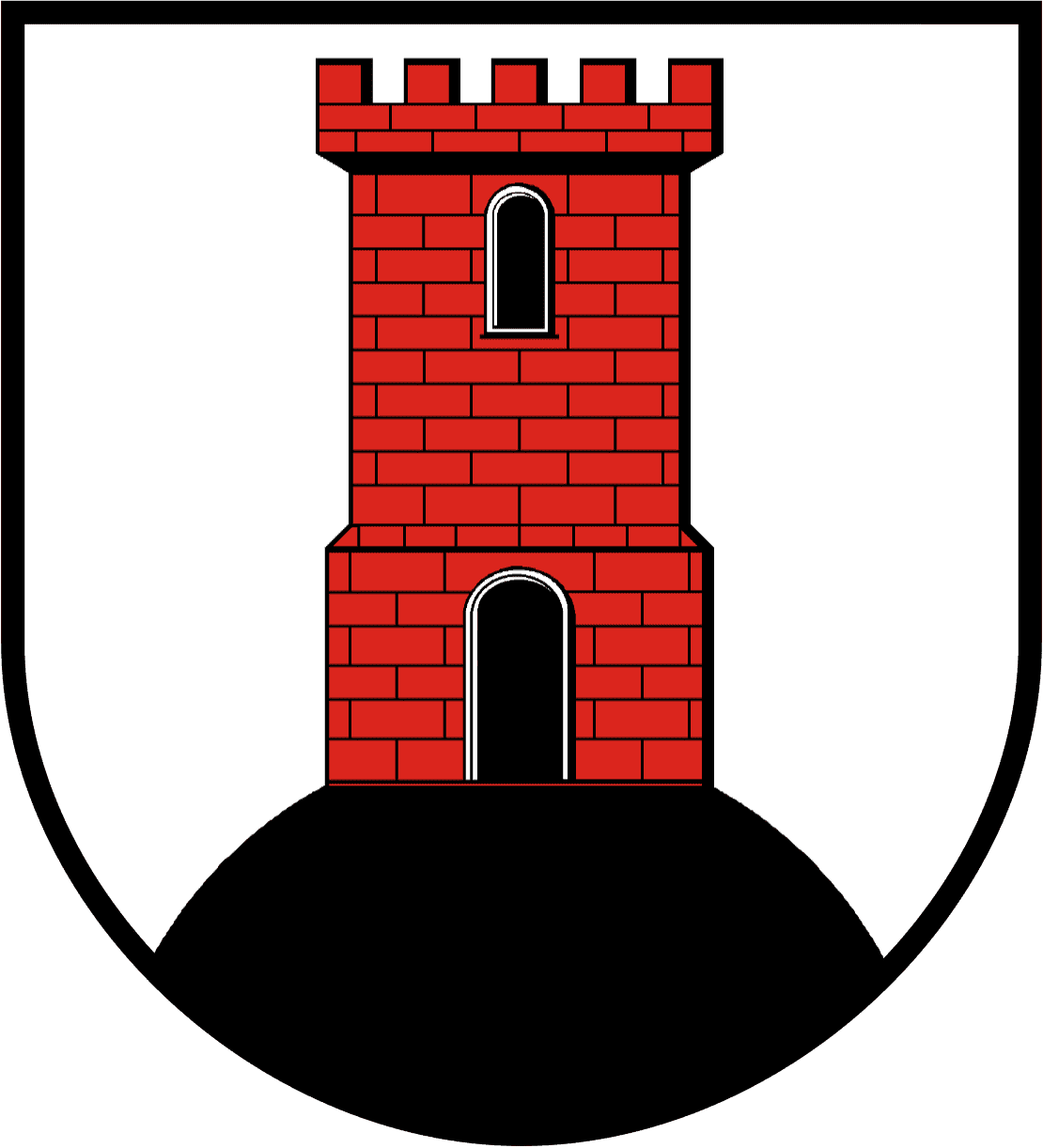
Altersberg
Frickenhofen

## Sehenswürdigkeiten

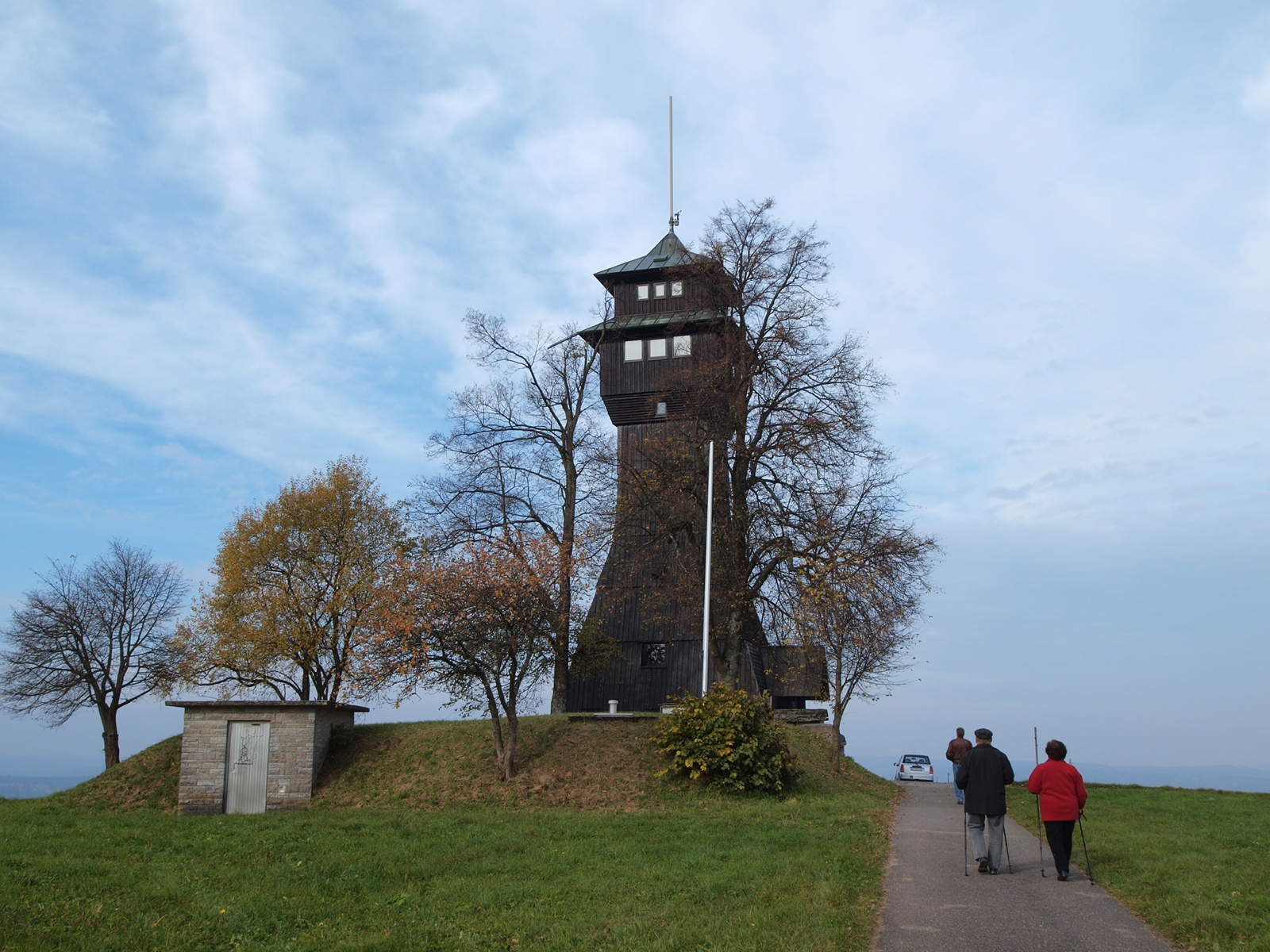
Hagbergturm bei Gschwend

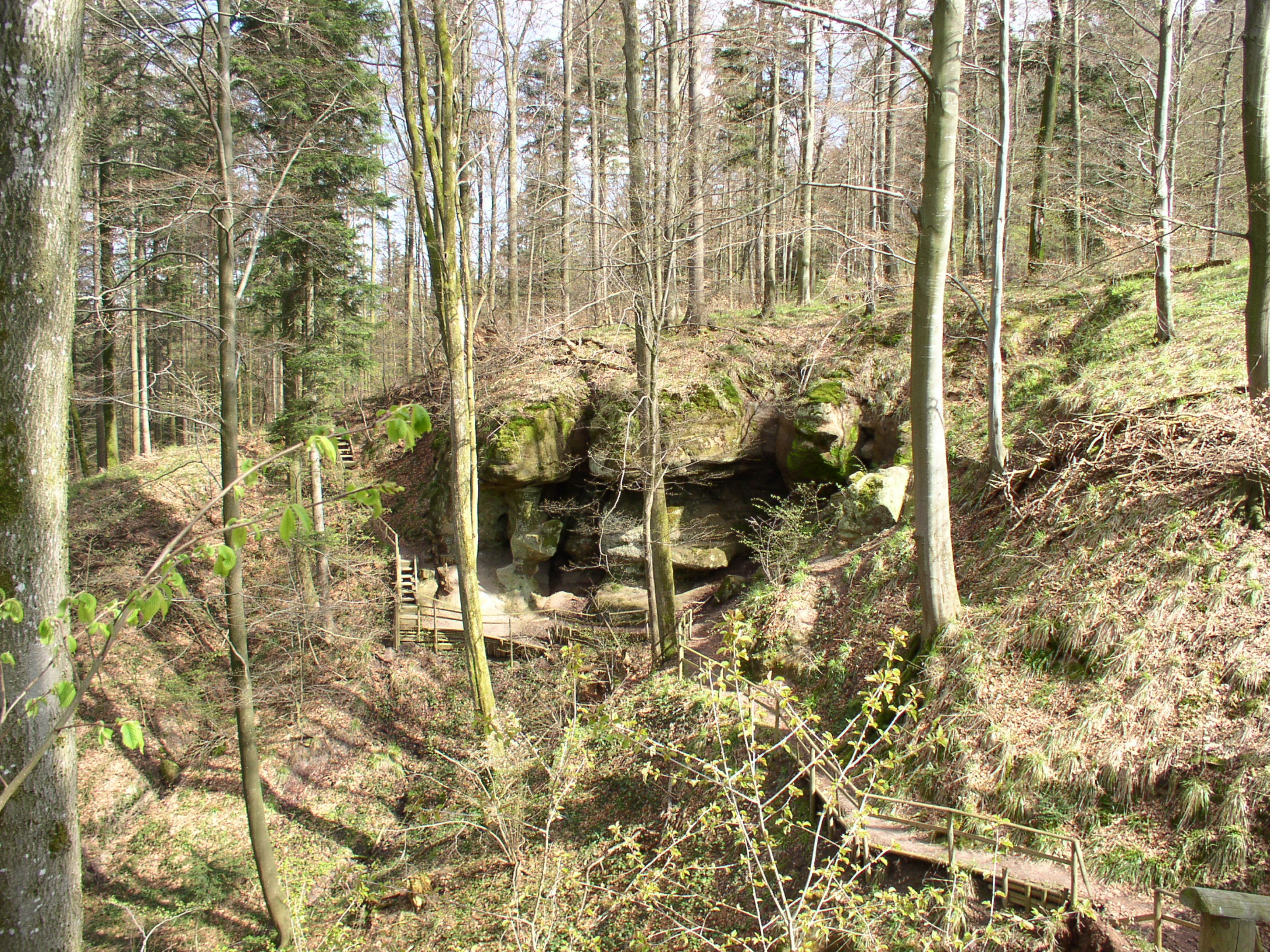
Teufelskanzel an der Nordseite der Hohen Tannen bei Rotenhar

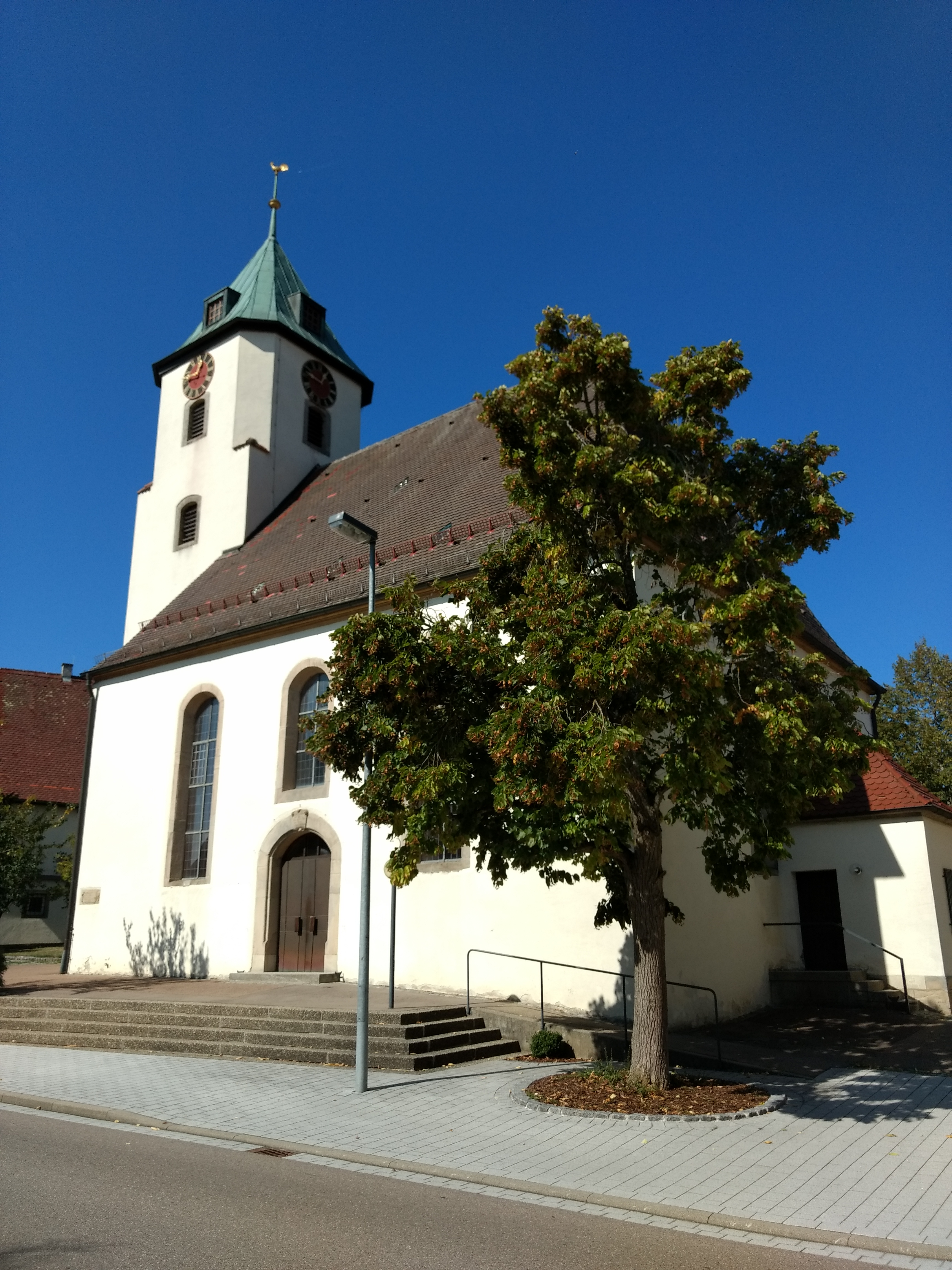
Kirche in Frickenhofen

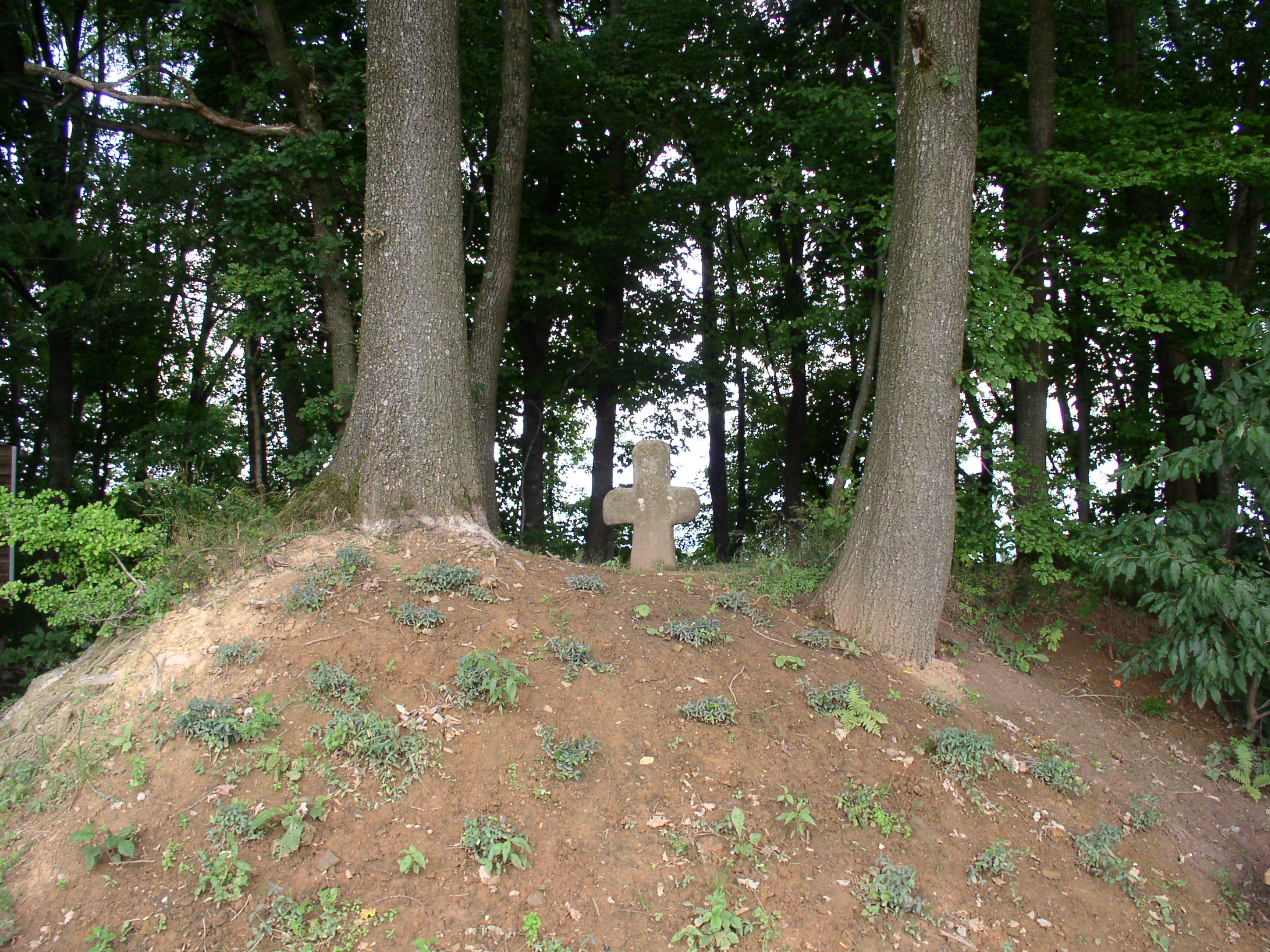
Sühnekreuz bei Frickenhofen

- Gschwend liegt an der Idyllischen Straße, die an vielen Sehenswürdigkeiten vorbeiführt.
- Der Walderlebnisweg weiterweg liegt an der Straße von Rotenhar nach Schönberg. Er ist eine Kombination aus Kunst- und Besinnungsweg mit zehn Stationen.[10][11]

### Museen
Im ehemaligen Schul- und Rathaus von Horlachen befindet sich das örtliche Heimatmuseum.

### Bauwerke
- St.-Andreas-Kirche in Schlechtbach. Die 1447 erbaute gotische Kirche ist wohl das älteste Gebäude im Gemeindegebiet. Der Hochaltar mit einer Muttergottesstatue von 1430 ist ein besonderes Kleinod.
- Hagbergturm. Der Aussichtsturm auf dem Hagberg, mit 585,2 m der höchste Berg des Welzheimer Waldes, ist ein Wahrzeichen Gschwends und Orientierungspunkt in der weiteren Umgebung. Geöffnet ist er ab dem dritten Sonntag im April bis Ende Oktober an allen Sonn- und Feiertagen.
- Ev. Pfarrkirche (ehemals St. Nikolaus) in Frickenhofen.[12] 1743 erbaut anstelle einer gotischen Vorgängerkirche, die 1634 abgebrannt war. An der Kirche neben dem Eingang Gedenktafel an den Pfarrer Wolfgang Kirschenbeisser.
- Steinkreuz (Sühnekreuz) in Frickenhofen. Dieses befindet sich am Ende der Schmiedstraße (am Wanderweg Frickenhofer Höhe). Der Sage nach wurde hier im Streit ein Mensch erschlagen. Um endlose Familienfehden (Blutrache) zu vermeiden, wurde mit Hilfe der Obrigkeit ein Sühnevertrag geschlossen. Das Steinkreuz wurde als Mahnmal in der Nähe des Tatorts an einem viel begangenen Weg aufgestellt. Es stammt vermutlich aus dem 15. oder 16. Jahrhundert und ist vermutlich das älteste Kulturdenkmal des Ortsteils Frickenhofen.[13]

### Naturdenkmäler
- Teufelsküche in Gschwend, am südlichen Abhang des Gemeindeberges
- Teufelskanzel 500 m östlich von Rotenhar[14]

## Wirtschaft und Infrastruktur

### Verkehr
Gschwend ist durch die Bundesstraße 298 (Gaildorf–Schwäbisch Gmünd) an den überregionalen Straßenverkehr angeschlossen.

### Ansässige Unternehmen
Der Holzwerkstoffhersteller Pfleiderer betrieb ein Rohspanplattenwerk in Gschwend. Nachdem es „seit 13 Monaten bereits vollständig in der Kurzarbeit“ war, wurde es im Oktober 2010 geschlossen.

### Bildung
In Gschwend befindet sich die Heinrich-Prescher-Schule, eine Grund- und Hauptschule mit Werkrealschule. Im Ortsteil Frickenhofen besteht eine weitere Grundschule, die auf die Montessoripädagogik aufbaut. Mit CircArtive hat eine private Berufsfachschule für Artistik in Gschwend ihren Sitz. Außerdem gibt es drei kommunale und drei kirchliche Kindergärten.

## Persönlichkeiten

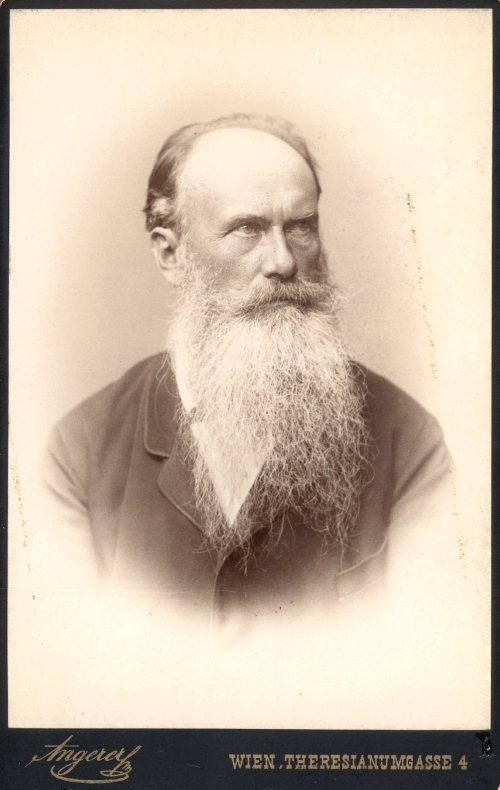
Friedrich von Schmidt

### Söhne und Töchter der Gemeinde
- Johannes Lämmerer (1763–1831), Volksdichter
- Philipp Gottlieb Osiander (1803–1876), geboren in Frickenhofen, Oberamtmann und Landtagsabgeordneter
- Friedrich von Schmidt (1825–1891), geboren in Frickenhofen, Architekt vieler Kirchen und Rathäuser im neugotischen Stil
- Christian Dietrich (1844–1919), schwäbischer Altpietist
- Peter Jakob Schober (1897–1983), Maler
- Lina Haag (1907–2012), geboren in Hagkling, Widerstandskämpferin[16]
- Erich Schneider (1933–2024), geboren in Pritschenhof, Politiker (CDU), Landtagspräsident Baden-Württembergs von 1982 bis 1992

### Weitere Persönlichkeiten des Ortes
- Heinrich Prescher (1749–1827), Historiker der Limpurger Lande, war lange Jahre Pfarrer in Gschwend. Er ist Namensgeber der örtlichen Grund- und Hauptschule.
- Walter Bluhm (1904–1976), Schauspieler und Synchronsprecher, wohnte in den 1970er Jahren in Schlechtbach[17]
- Albert Florath (1888–1957), Schauspieler, lebte von 1938 bis 1957 in Schlechtbach.
- Joachim-Rüdiger Groth (* 1931), Professor für Deutsch in Schwäbisch Gmünd, lebte in Gschwend-Mittelbronn

## Brauchtum

### Garbenwagen
Jedes Jahr zu Beginn der Erntezeit, meist am ersten Augustwochenende, wird ein geschmückter Garbenwagen mit den ersten Garben im festlichen Geleit von Kindern und unter Glockengeläut, von Pferden, zur Kirche am Marktplatz gezogen. Dieser Brauch geht auf das Jahr 1817 zurück. Damals, nach der großen Hungersnot des Jahres 1816, wurde beschlossen, den ersten Erntewagen feierlich zur Kirche zu geleiten.
Gschwend ist, neben Essingen, eine der wenigen Gemeinden, die diesen Brauch bis zum heutigen Tag unter großer Beteiligung der Bevölkerung pflegt.

### Viehmarkt
Nach dem großen Brand von 1857 machten die Gschwender aus der Not eine Tugend, sie gestalteten ihren Ortskern völlig um. Sie ebneten ein großes Viereck im Schnittpunkt der Hauptdurchgangsstraßen ein und legten einen neuen, geräumigen Marktplatz an, denn der seitherige Zustand war für den Viehmarkt nicht ideal gewesen.
Die „Gerechtigkeit zu zweyen Jahrmärkten“ hatte der Ort schon 1760 erhalten, 1776 kam der dritte dazu. Dies war nach der „Ernennung“ zum Verwaltungsmittelpunkt im 16. Jahrhundert ein weiterer Markstein in der Entwicklung zur heutigen Mittelpunktsgemeinde. Die Märkte machten Gschwend zum landwirtschaftlichen Zentrum und förderten Handel und Gewerbe. Sie waren weithin bekannt und gut besucht. 500 bis 1000 Stück Großvieh wurden damals aufgetrieben, im Februar 1887 waren es sogar 1425 Stück. Wenn auch die Gschwender Märkte im Zuge der Motorisierung und Technisierung heute nicht mehr mit diesen Zahlen aufwarten können, so zählen sie doch immer noch mit zu den bedeutendsten in Nordwürttemberg.